# 為井英貴
為井 英貴（ためい ひでき）は、日本の画家、イラストレーター、デザイナー。

## 略歴
2011年（平成21年）から小学館ビッグコミックの増刊号の表紙画を担当し、2021年（令和3年）12月からは本誌の表紙画家も担当。
東京藝術大学美術学部デザイン科卒業。
広告デザイナーとして多岐に渡るデザインやイラストを手掛けた後、2000年（平成12年）に独立。TAMEI DESIGN STUDIO
住友林業、三菱電機、NTT Communications、TOYOTA LEXUS、スター・チャンネル、自動車雑誌、など数多くの大手企業の広告、イラストレーション、カレンダーを制作。
2011年（平成23年）日本イラストレーター協会 年間最優秀エディトリアル賞 受賞。
日本イラストレーター協会 正会員。

## 受賞歴
- 2012年日本イラストレーション協会 年間最優秀エディトリアル賞 受賞[2]